# RCA/Jive Label Group
RCA/Jive Label Group foi um grupo de curta duração da gravadora Sony Music. Foi a fusão da RCA Label Group com a Jive Records. O grupo foi formado em 2007 sob o nome de BMG Label Group (Zomba Label Group), foi rebatizado como RCA/Jive Label Group em 2009, e foi finalmente dissolvido em dois grupos distintos em 2011: Epic Label Group e RCA Music Group.